# Stictoptera nigrostriga
Stictoptera nigrostriga är en fjärilsart som beskrevs av Embrik Strand 1917. Stictoptera nigrostriga ingår i släktet Stictoptera och familjen nattflyn. Inga underarter finns listade i Catalogue of Life.